# Каботово (Ярославская область)
Каботово — деревня в Макаровском сельском округе Судоверфского сельского поселения Рыбинского района Ярославской области.
Деревня расположена с южной стороны железной дороги Рыбинск—Сонково между станциями Просвет и Тихменево. К востоку расположены слившиеся деревни Харитоново и Архарово, а к западу посёлок Тихменево. С юга от деревни, в направлении на восток протекает река Чёрная (приток реки Коровка), на её противоположном берегу находится деревня Александровка. С противоположной стороны железной дороги расположены деревни Банино, восточнее, и Башарово, западнее Каботово. Просёлочная дорога от Каботово ведёт к Харитоново, а там через железнодорожный переезд к автомобильной дороге Рыбинск—Глебово, которая проходит севернее железной дороги.
Деревня Каботова указана на плане Генерального межевания Рыбинского уезда 1792 года.
На 1 января 2007 года в деревне числилось 4 постоянных жителя. Почтовое отделение Харитоново обслуживает в деревне 9 домов. Улицы не именуются.